# Knud Harder
Knud Harder (31. marts 1885 i København – 16. april 1967 på Frederiksberg) var en dansk komponist, organist og dirigent.
Efter studentereksamen begyndte han et musikstudium inspireret af mødet med Carl Nielsen musik. Senere mødte han Nielsen, og de korresponderede jævnligt fra 1904 til sidst i 1920’erne. Harder drog til München i omkring 1904 for at uddanne sig der. Selvom han kun var 20 år fik han alligevel lejlighed til både at få opført sin musik og at virke som dirigent der.
Allerede fra 1904 handlede de første breve mellem ham og Carl Nielsen bl.a. om en artikel, som Harder skrev til det tyske tidsskrift Die Musik og som blev trykt i bladet i 1906. Deri forsøgte han at promovere Nielsens musik i Tyskland. Han skrev også andre ting, bl.a. en afhandling ”Fantasia appasionata” om musikfilosofi. Der udkom både på tysk og fransk.
Omkring 1910 var han kapelmester ved teatret i Aschaffenburg. Men i 1915 lod han sig indskrive på Københavns Universitet for at studere teologi og i 1920 blev han cand. theol. I sine studieår var han alumne på Borchs Kollegium fra 1. maj 1915 til 14. august 1920.

## Musik
- klavermusik (før 1907)
- sange af Walther von der Vogelweide (tenor og kammerorkester før 1907)
- Die Schlacht bei Murten (mandskor, baryton og orkester – 1908)
- op. 3 Fuga for orgel (G-dur)
- op. 4 Strygekvartet i Bb-dur (Copyright 1908 by Schweers & Haake, Bremen)
- nogle symfonier (før 1910)
- Schwarzwälder Zwischenklänge (symfonisk intermezzo for strygeorkester) 1909
- op. 6 Strygekvartet i C-dur med obligat klarinet (1912)
- op. 7 Avaluns Zauberwald (tonedigt for orkester)
- Fünf Gedichte von Friedrich Hebbel: "Du bist allein", "Wenn die Rosen ewig blühten", "Hexenritt", "Der Knabe" og "Selbsvertrauen" (1910)
- Huldigung: Gedicht von Hermann Hesse (1910)
- En Kæmpevise om Goliath og David (kor 1919)
- Løft dig sjæl på lysets vinger (sang 1938)
- Bratschkoncert (før 1951)
- Fire danske Sange til Tekster af Johannes Jørgensen: "Dagning", "Den døde Tid er ej forbi", "Danmark" og "Nymfer" (fra før sept. 1916)